# Rakaca
Rakaca é um município da Hungria, situado no condado de Borsod-Abaúj-Zemplén. Tem 19 km² de área e sua população em 2015 foi estimada em 819 habitantes.